# Gare de Gravenchon-Port-Jérôme
La gare de Gravenchon-Port-Jérôme est une gare ferroviaire française de la ligne de Bréauté - Beuzeville à Gravenchon-Port-Jérôme, située sur le territoire de la commune de Notre-Dame-de-Gravenchon dans le département de la Seine-Maritime en région Normandie.
Elle est mise en service en 1933 par l'Administration des chemins de fer de l'État. En 1938, elle devient une gare du réseau de la Société nationale des chemins de fer français (SNCF). Un nouveau bâtiment voyageurs est édifié au début des années 1950.
La gare est desservie uniquement par un trafic marchandises.

## Situation ferroviaire
Établie à 5 mètres d'altitude, la gare de bifurcation de Gravenchon-Port-Jérôme est située au point kilométrique (PK) 221,081 de la ligne de Bréauté - Beuzeville à Gravenchon-Port-Jérôme, après la gare de Lillebonne (fermée). 
La gare dispose d'un faisceau de voies de service et est proche de nombreux embranchements particuliers (EP).

## Histoire
La gare de Gravenchon-Port-Jérôme est mise en service en 1933 par l'Administration des chemins de fer de l'État, lorsqu'elle ouvre à l'exploitation le prolongement de 4,4 kilomètres après la gare de Lillebonne. Ce tronçon n'ouvre que pour un trafic de marchandises.
Cette gare qui n'a pas de service voyageurs a eu néanmoins, dans les années 1960, un voyageur de marque puisqu'elle a été utilisée par le Président de la République Charles de Gaulle et les membres de sa suite présidentielle qui y prennent le train pour Paris après une visite du pont de Tancarville.

## Service des voyageurs
Gravenchon-Port-Jérôme n'a jamais été ouverte au service des voyageurs.

## Service des marchandises
La gare de Gravenchon-Port-Jérôme, qui dispose d'un faisceau de voies de services, est ouverte au trafic du fret y compris pour une desserte en trafic wagon isolé du fait d'un accord commercial. Elle dessert des installations terminales embranchées (ITE) reliées aux voies des ports notamment port de Gravenchon-Port-Jérôme.